# Cyphonistes tuberculifrons
Cyphonistes tuberculifrons är en skalbaggsart som beskrevs av Max Quedenfeldt 1884. Cyphonistes tuberculifrons ingår i släktet Cyphonistes och familjen Dynastidae. Inga underarter finns listade i Catalogue of Life.